# PETRA (прискорювач)

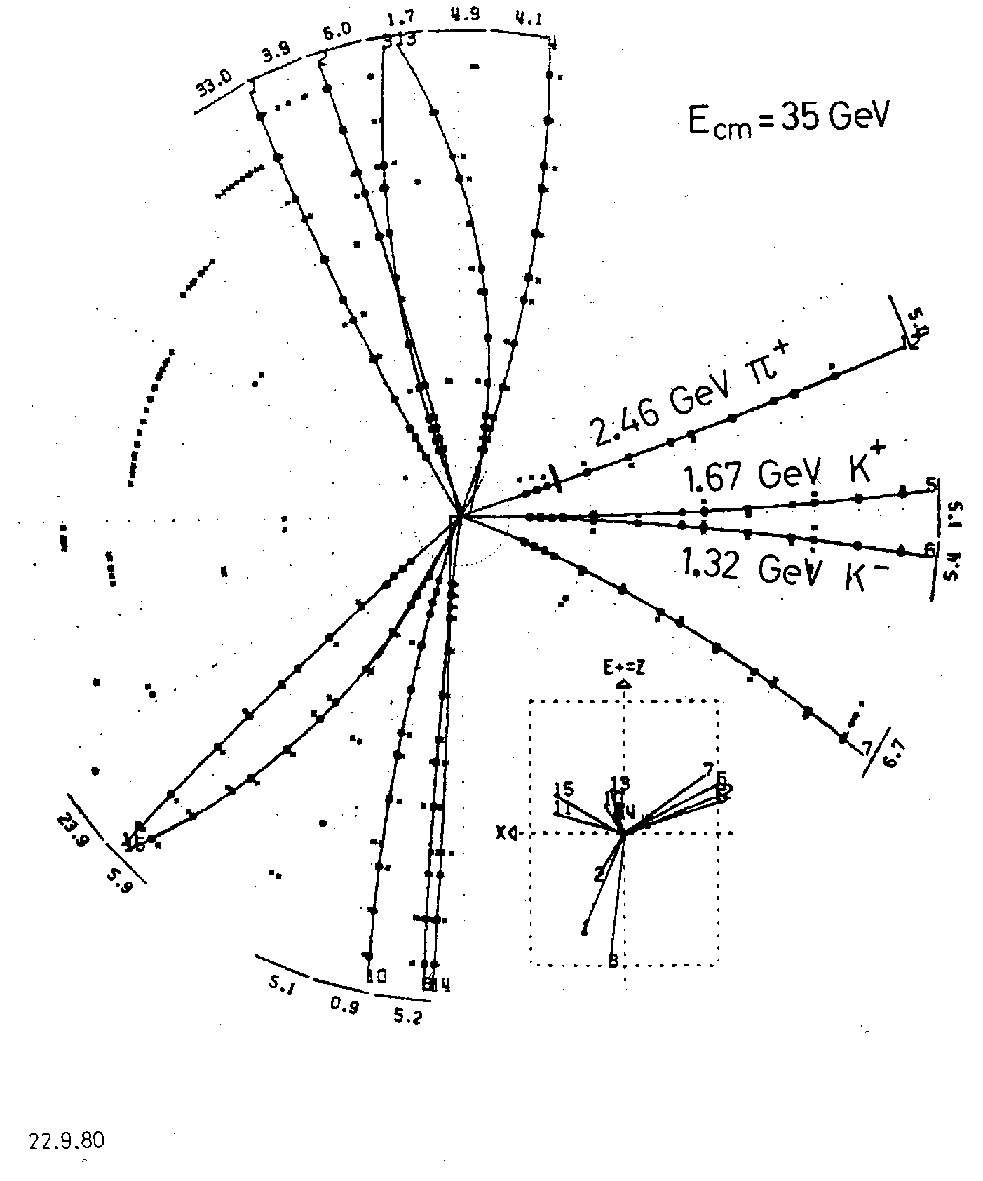
У 1979 році експерименти з фізики елементарних частинок на позитронно-електронному накопичувачі PETRA в DESY виявили глюон, частинку-носій сильної взаємодії

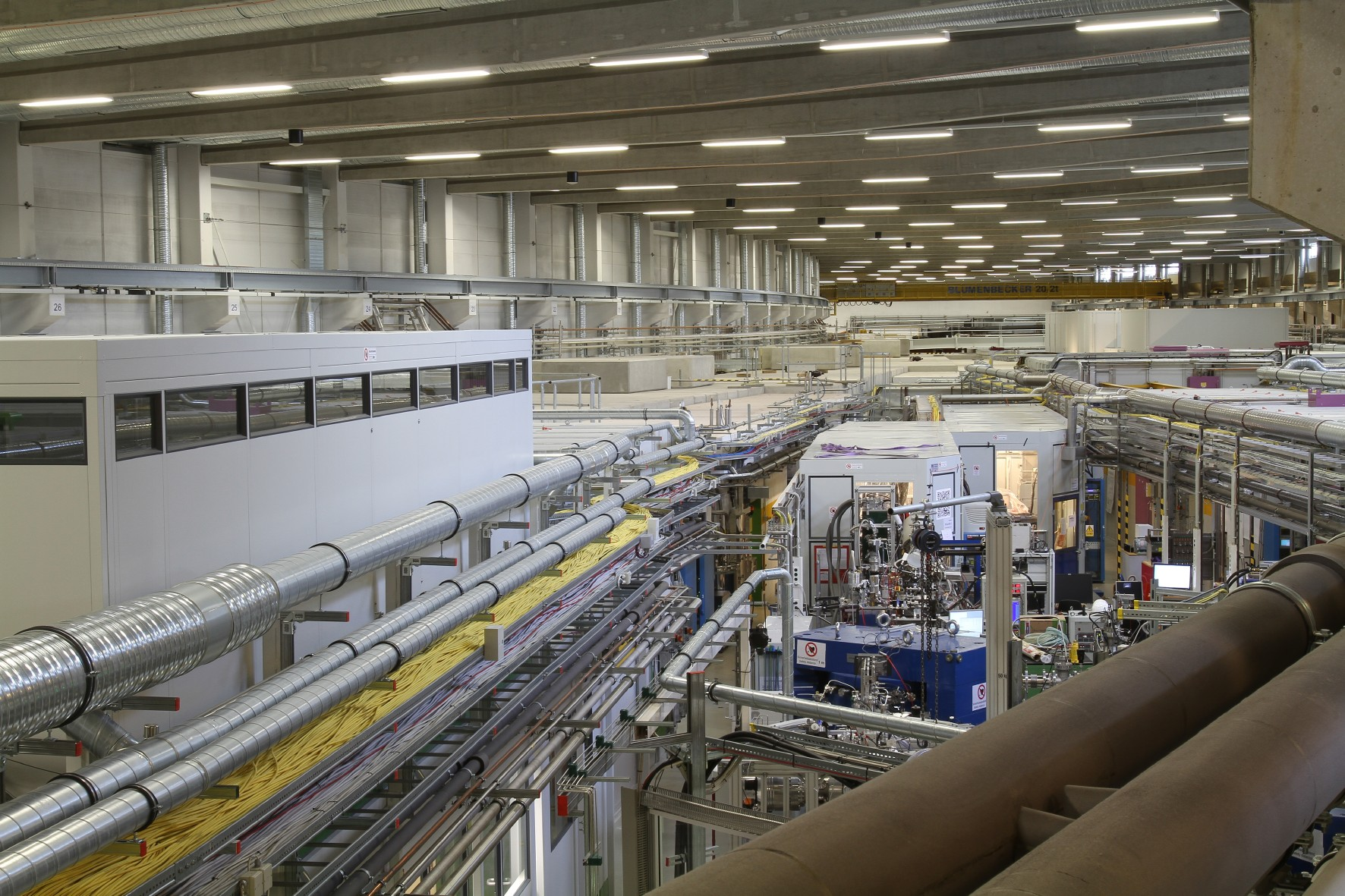
Вид на вимірювальні станції 300-метрового експериментального залу «Макс фон Лауе» на джерелі синхротронного випромінювання PETRA III

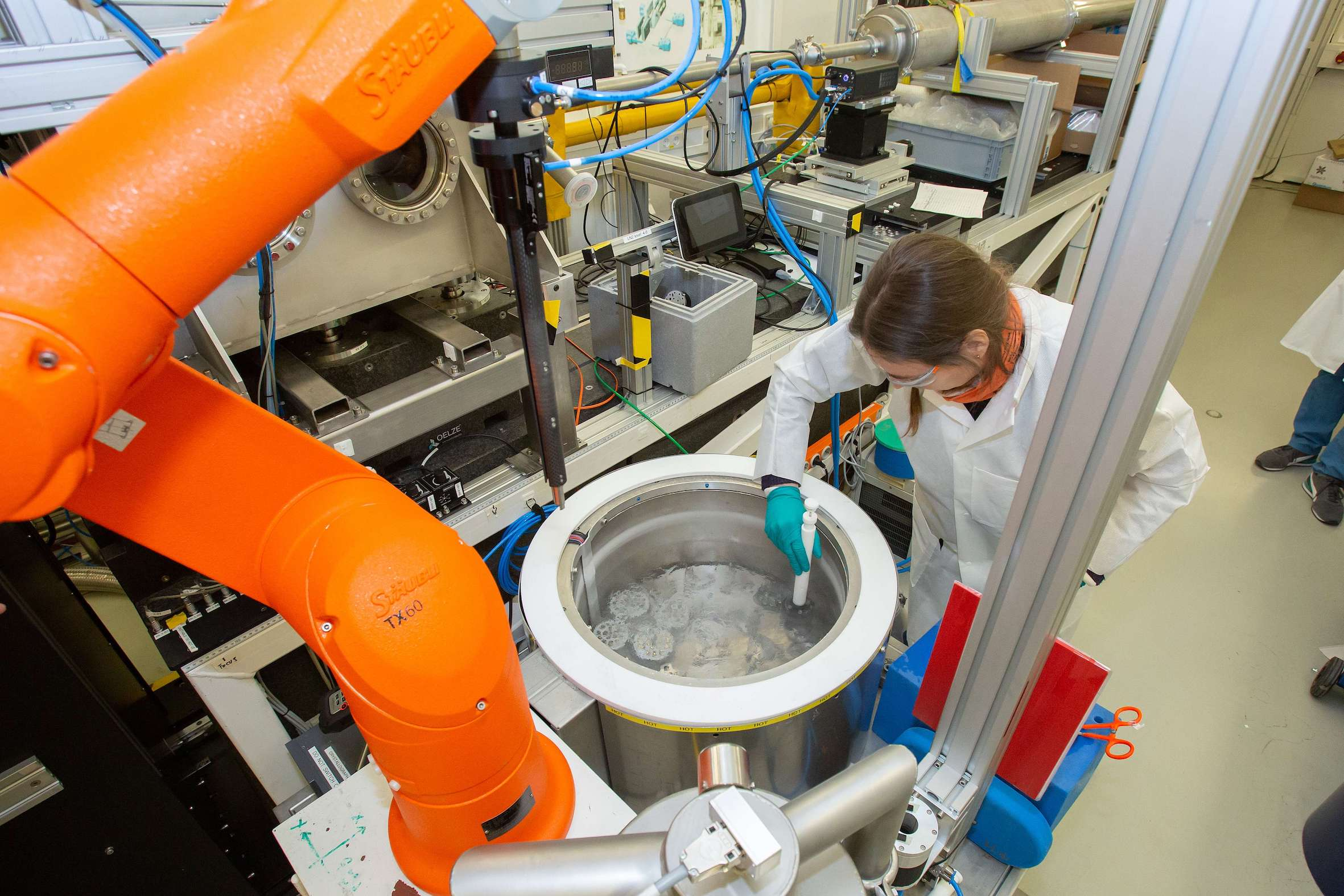
На джерелі синхротронного випромінювання PETRA III проводилися експерименти для дослідження вірусу SARS-CoV-2

PETRA (нім. Positron-Elektron-Tandem-Ring-Anlage, пристрій позитронно-електронного тандемного кільця) — накопичувальне кільце у дослідницькому центрі DESY в Гамбурзі. Воно було побудоване між 1975 і 1978 роками і досі працює. З довжиною 2304 м, на момент вводу в експлуатацію воно був найбільшим накопичувальним кільцем такого типу. Зараз PETRA є другим за розміром кільцевим прискорювачем DESY після HERA.

## Перші експерименти PETRA
PETRA спочатку використовувався для фізики елементарних частинок. Позитрони й електрони могли прискорюватись до енергій 19 ГеВ і зіштовхуватись. Таким чином PETRA досягала енергії зіткнення, приблизно в п'ять разів вищої, ніж у попередніх прискорювачів. Одним із найбільших успіхів експериментів на зустрічних пучках TASSO, JADE, MARK-J і PLUTO, проведених на PETRA, стало відкриття в у 1979 році глюона, переносника сильної взаємодії. У 1995 році за це відкриття Європейське фізичне товариство нагородило Премією з фізики високих енергій і елементарних частинок членів TASSO Пауля Зедінга, Бйорна Війка, Гюнтера Вольфа та Сау Лан Ву.
Дослідження в PETRA сприяли міжнародній співпраці DESY. У перших експериментах PETRA брали участь дослідники з Китаю, Франції, Великої Британії, Голландії, Ізраїлю, Японії, Канади, Польщі, Іспанії, СРСР та США.

## PETRA ІІ
У 1988 році прилад отримав назву PETRA II й почав працювати як попередній прискорювач для електронів і позитронів, а з 1990 року також для протонів для нового накопичувального кільця HERA. Електрони та позитрони прискорювались до 12 ГеВ, протони — до 40 ГэВ.
У березні 1995 року PETRA II була оснащена ондулятором для генерації синхротронного випромінювання з інтенсивною рентгенівською складовою, і відтоді вона служила також джерелом високоенергетичного синхротронного випромінювання з двома тестовими вимірювальними станціями.

## PETRA III
2 липня 2007 року використання PETRA II як попереднього прискорювача для HERA припинилося, оскільки сама HERA була закрита. Після цього почалася реконструкція PETRA II і перетворення її на PETRA III — потужне джерело рентгенівського випромінювання. Близько 300 метрів кільця (із загальної довжини 2,3 км) було повністю реконструйовано й обладнано 14 ондуляторами. 16 листопада 2009 PETRA III була введена в експлуатаці. На ній одночасно могло проводитися до 30 експериментів. Щоб збільшити кількість вимірювальних станцій, були побудовані два експериментальні зали (північний «Пауль Евальд» і східний «Ада Йонат»). Після року ремонтних робіт дослідницька робота на PETRA III відновилась у квітні 2015 року.
PETRA III забезпечує високоенергетичне рентгенівське випромінювання з дуже високою яскравістю для понад 40 експериментальних станцій, що використовуються дослідницькими групами з усього світу для досліджень у таких сферах, як фізика, хімія, біологія, медицина, науки про життя, науки про Землю, матеріалознавство, вивчення культурних цінностей. Зокрема, досліджується атомна структура та динаміка в різних матеріалах, функціонування біологічних молекул, наноматеріали, дослідження нових матеріалів для енергетики та інформаційних технологій, дослідження каталітичних реакцій в режимі реального часу.